# Chairlift
Chairlift — американский синти-поп-дуэт из Бруклина (Нью-Йорк), в состав которого входят Кэролайн Полачек (Caroline Polachek) и Патрик Уимберли (Patrick Wimberly).

## История
Группа Chairlift появилась в октябре 2005 года и первоначально представляла собой дуэт Аарона Пфеннинга (Aaron Pfenning) и Кэролайн Полачек, которые намеревались создавать фоновую музыку для домов с привидениями. При участии бас-гитариста Кайла Маккабе (Kyle McCabe) они записали начало мини-альбома Daylight Savings в лос-анджелесской студии New Monkey в апреле 2006 года. В августе того же года Chairlift перебрались в Бруклин и в июне 2007-го подписали контракт с лейблом Kanine Records. Патрик Уимберли присоединился к коллективу в начале 2007 года. Первый полноценный альбом Does You Inspire You вышел в 2008 году. Видеосопровождение к синглу «Evident Utensil» было номинировано в категории «Прорыв» на церемонии MTV Video Music Awards 2009 года. В следующем году Пфеннинг покинул группу, чтобы заняться сольной карьерой. Something, второй студийный альбом дуэта, вышел в 2012 году.

## Сотрудничество
Полачек записывала вокал на треках Washed Out «You and I», Flosstradamus «Big Bills», Holy Ghost! «I Know, I Hear» и др. В 2011 году Уимберли продюсировал альбом Relax американской рэп-группы Das Racist.

## Дискография

### Альбомы
- Daylight Savings EP (2007)
- Does You Inspire You (2008)
- Something (2012)
- Moth (2016)

### Синглы
- «Evident Utensil» (2007)
- «Bruises» (2008)
- «Amanaemonesia» (2011)
- «Met Before» (2012)
- «I Belong In Your Arms» (2012)
- «Ch-Ching» (2015)
- «Romeo» (2015)
- «Crying in Public» (2016)
- «Ch-Ching (Redux)» (featuring DRAM and Jimi Tents) [2016]
- «Get Real» (2016)